# 2-chlorbenzylidenmalononitril
2-Chlorbenzylidenmalononitril, CS-plyn je hořlavá krystalická látka bílého zbarvení.  Používá se v nejrůznějších obranných prostředcích a neletálních zbraních jako slzný plyn.
CS byl objeven a poprvé izolován vědci z výzkumného centra vědecko-technického parku Porton Down v britském Wiltshiru mezi lety 1950 a 1960.